# Похмільний суп
Похмільний суп, хаджанг-гук (해장국, 解 酲) — вид гуку або супу, що вживаються як ліки проти похмілля. 
Суп вважають однією зі страв, що полегшують похмілля. Це може бути жирний кавказький яловичий бульйон хаш, курячий бульйон з локшиною, удон, місо-суп.

## В Кореї
У корейській кухні зазвичай складається з сушеної капусти напа, овочів та м’яса в ситному яловичому бульйоні. Один типу супу включає в себе нарізану застиглу волячу кров. Інший тип, сунде містить різновид кров'янки, зробленої з кишок, набитих свинячою кров'ю та іншими інгредієнтами.

### Історія
У посібнику для вивчення розмовної китайської мови, опублікованому в пізній династії Корьо (918-1392), з'являється термін seongjutang, що означає «суп, щоб протверезіти» і вважається хаджанггуком. Згідно зі стародавнім текстом, суп складається з тонко нарізаного м’яса, локшини, зеленої цибулі та порошку чеончо (Zanthoxylum) у бульйоні. Склад такий самий, як і основний рецепт сучасного хаджанггука. 
Попри те, що хаджанггук не згадується в кулінарних книгах, написаних під час Чосон (1392–1910) його можна побачити в жанрових картинах та документах пізнього Чосон. На картині Сін Юн Бок (р. 1758) під назвою Джумакдо («Малювання таверни»), сцена з хаджанггуком добре зображена. Група безробітних дітей збирається, щоб з'їсти хаджанггук, поки джумо (жінка-власник джумака) черпає киплячий суп із казана. 
Цю страву їли не лише простолюдини. Відповідно до Хедон Джукджі (海東 竹枝), збірки поезій, написаної Чое Йон-ньйоном (崔永 年 1856∼1935) хеджанггук називається hyojonggaeng (曉鍾羹), що буквально означає «дзвін на світанку суп». У книзі зазначено, що територія в межах Намхансансон відома тим, що добре готує цей суп. Інгредієнти для супу — це частини капусти напа та конгнамуль (паростки сої), гриби, кальбі, морський огірок та морква. Їх змішують разом з тведжаном (ферментованою пастою) і ретельно тушкують протягом доби. Потім приготовлений суп кладуть у онггі і вночі відправляють у Сеул. Коли дзвонить світанок, суп доставляється до будинку високопосадовців. Онггі ще теплий, а суп корисний для полегшення похмілля. Записи свідчать про те, що хьонджонг є або першою їжею, яка вилікувала похмілля після закінчення бенкету, проведеного Джасангом, і була використана як хабар. 

### Види

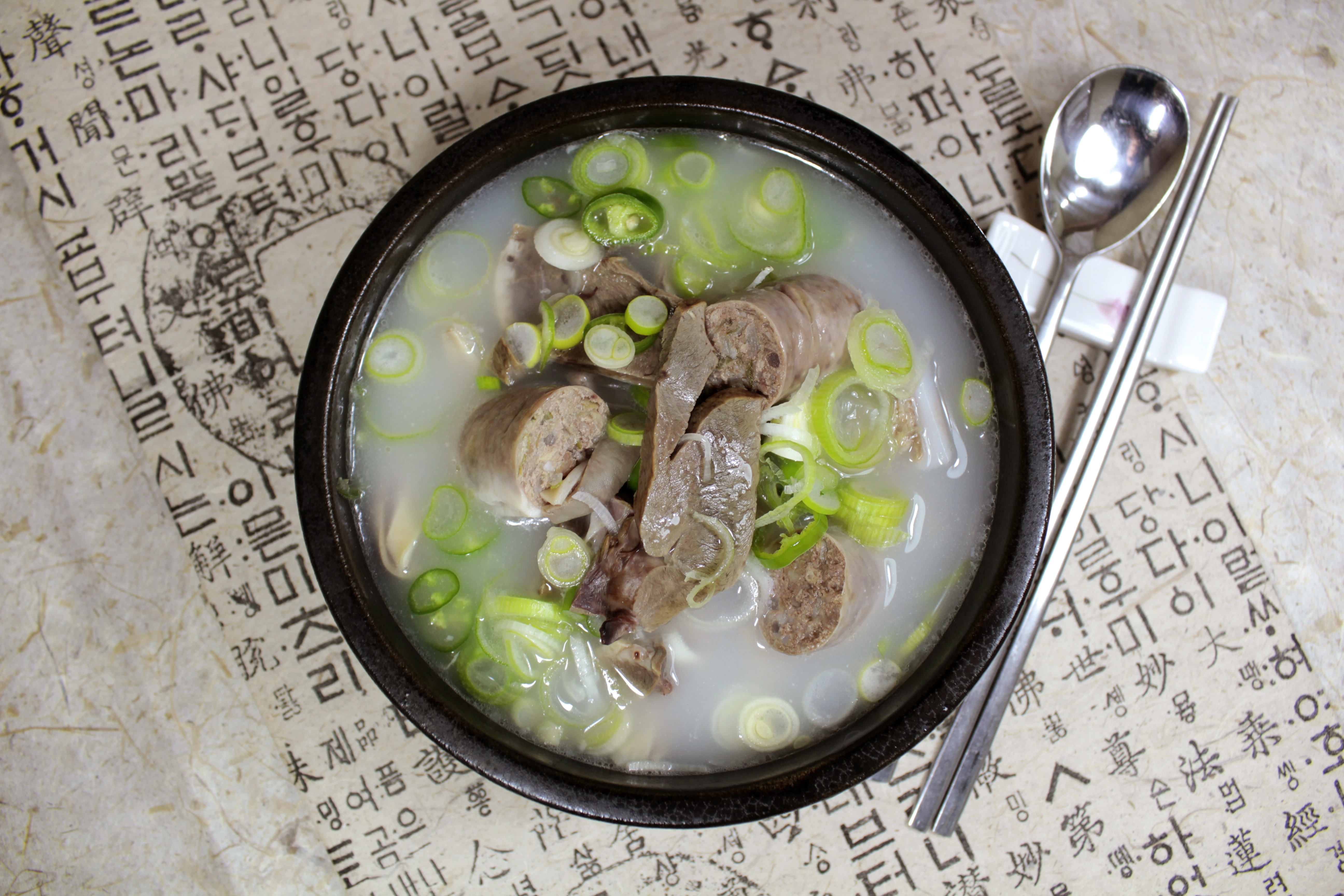
Білий хаджанггук (він же Seolleongtang)

Існують різні типи хеянггуків залежно від регіону на основі інгредієнтів та рецептів, які надають кожному сорту свій характерний смак. Хеянггук Сеульського регіону — це різновид тоджанггук (суп із соєвої пасти), виготовлений з конгамульом, редькою, капустою напа, зеленою цибулею, бичачою кров’ю і тожангом у бульйоні. Бульйон готують, виварюючи волячі кістки в каструлі з водою годинами. 
Є також холодний чуп хаджанггук. На березі Японського моря, особливо в повіті Улінь, «оджінгео мульхо гуксу» (오징어 물회 국수) їдять як хаджанггук. Дрібно нарізані кальмари, як локшина, змішуються з соусом і заливають холодною водою разом з кубиками льоду. 